# Penej (Tesalija)
Penej (Grčki: Πηνειός), zvana i Peneus) je rijeka u Tesaliji, Grčka. 
Rijeka nosi ime po bogu Peneju (sinu boga mora Oceana i boginje mora Tetije) i bila je poznata skoro 1000 godina pod imenom Salambria. Teče od izvora u Pindskom gorju do uvira u Egejsko more, sjevernije od grada Tempe, pored mjesta Stomio u prefekturi Larisi. Na ušću u more formira veliku deltu, poznatu po svojoj ljepoti i brojnim pticama koje tu obitavaju ( danas je to rezervat pod međunarodnim pokroviteljstvom). Dužina rijeke je 216 km, rijeka izvire u Pindskom gorju kod mjesta Metsovo. Na rijeci leže gradovi Kalambaka, Meteora, Trikala i Larisa. 1960. godine izgrađena je autocesta Atena - Solun, koji djelomično koristi riječno korito, ali ta izgradnja nije ugrozila okoliš rijeke.

## Vanjske poveznice
|  | Zajednički poslužitelj ima još gradiva o temi Penej |

- Rijeka Penej  Arhivirana inačica izvorne stranice od 2. rujna 2005. (Wayback Machine)